# Lloyds Bank coproliet
De Lloyds Bank coproliet is een coproliet oftewel gefossiliseerde ontlasting van een Viking uit de 9e eeuw. Deze paleofaeces is in 1972 opgegraven toen de York Archaeological Trust bodemonderzoek deed bij de bouw van een filiaal van de Lloyds Bank aan de Pavement in het centrum van de stad York. 

## Beschrijving
De coproliet is zo'n 20 centimeter lang, en heeft een diameter van zo'n vijf centimeter en wordt daarmee beschouwd als het grootste specimen van menselijke paleofaeces ooit gevonden. Analyse van deze drоl wees uit dat de maker een dieet had dat voornamelijk bestond uit brood en vlees, daarnaast wees de aanwezigheid van honderden parasieteneitjes uit dat het digestief systeem van de maker verzadigd was met darmwormen.  
In 1991 haalde Andrew Jones, een paleoscatologisch medewerker van de  York Archaeological Trust, de internationale pers toen deze de coproliet moest taxeren voor verzekeringsdoeleinden:

dit is het spannendste stuk strоnt dat ik ooit gezien heb (...) deze is net zo onvervangbaar als de kroonjuwelen

De grondlagen waarin de coproliet gevonden is, waren vochtig en veenachtig, hetgeen een goede conservatie van organisch materiaal bewerkstelligde. In dezelfde laag aangetroffen houtwerk, textiel en leer is eveneens door de archeologen bewaard.

## Expositie
Het specimen werd in eerste instantie tentoongesteld in het Archaeological Resource Centre, een educatieve instelling van de  York Archaeological Trust gevestigd in een buiten gebruik zijnde middeleeuwse kerk iets verderop in het centrum van York. Daar brak het exemplaar in drie stukken nadat het bij een voorstellingsrondje voor een groepje bezoekers op de grond viel. Er is daarop een restauratiepoging ondernomen. Sedert 2008 wordt de drоl tentoongesteld in het Jorvik Viking Centre.